# Siderúrgica del Orinoco
Siderúrgica del Orinoco "Alfredo Maneiro" SIDOR C.A. o conocido como Sidor C.A., es un complejo siderúrgico venezolano, inaugurado en julio de 1962 durante el gobierno de Raúl Leoni con la primera colada de 200 Tm, en Matanzas que es una de las comunidades que conforman Ciudad Guayana, para la producción de acero con tecnologías de Reducción directa y Hornos Eléctricos de Arco, con recursos naturales disponibles en la región Guayana.
Esta planta es uno de los complejos más grandes de este tipo en el mundo. La industria fue vendida a consorcios privados durante el segundo gobierno de Rafael Caldera porque según informes del Ejecutivo, arrojaba pérdidas al Estado. El gobierno de Hugo Chávez anunció en abril de 2008 su renacionalización. La empresa acumula perdidas desde 2011 y tiene (finales 2015) un patrimonio negativo de -23.518.719.152 Bs. Se encuentra ubicada en la región Guayana.

## Historia
La creación de la Siderúrgica del Orinoco, C.A. se remonta hacia los años de 1926 y 1947 con el descubrimiento de los yacimientos de mineral de hierro en los cerros El Pao y Bolívar, respectivamente. El cerro Bolívar tiene una altura aproximada de 500 m un largo de 12 km y un ancho de 4 km y tiene unas reservas estimadas en 500 millones de toneladas
- 1926: Se descubren los yacimientos de mineral de hierro en el cerro El Pao, Estado Bolívar.

- 1947: Se descubren los yacimientos de mineral de hierro en el cerro Bolívar, Estado Bolívar.

- 1951: Se constituye el Instituto Venezolano del Hierro y del Acero, empresa privada que inició los estudios preliminares para la instalación de una industria siderúrgica en el País.

- 1953: El Gobierno venezolano toma la decisión de construir una Planta Siderúrgica en Guayana. Se crea la Oficina de Estudios Especiales de la Presidencia de la República y se le encomienda entre otros, la priorizacion del Proyecto Siderúrgico.

- 1955: El Gobierno venezolano suscribe un contrato con la firma Innocenti —de Milán, Italia—, para la construcción de una planta siderúrgica con capacidad de producción de 560 mil toneladas de lingotes de acero. Quienes trajeron pieza por pieza para ensamblar la Refinería, fabricada en Milán y traídas en barco a través del río Orinoco.

- 1957: Se inicia la construcción de la Planta Siderúrgica en Matanzas, Ciudad Guayana.

- 1958: Se crea el Instituto Venezolano del Hierro y el Acero, con el objetivo de impulsar la instalación y supervisar la construcción de la planta siderúrgica.

- 1960: Se eleva la capacidad de la planta a 900 mil toneladas. Se crea la Corporación Venezolana de Guayana (CVG), y se le asignan las funciones del Instituto Venezolano del Hierro y el Acero.

- 1961: Se inicia la producción de tubos sin costura, con lingotes importados. Se produce arrabio en los Hornos Eléctricos de Reducción.

- 1962: El 9 de julio se realiza la primera colada de acero, en el horno N° 1 de la Acería Siemens-Martin.

- 1964: Se crea la empresa estatal CVG Siderúrgica del Orinoco C.A. (Sidor), y se le confía la operación de la planta existente.

- 1970: El 3 de octubre se inaugura la planta de tubos centrifugados, con capacidad de 30 000 t/turno.

- 1971: El 13 de marzo, en el Palacio de Miraflores se firma un contrato con un Consorcio belga-alemán para la construcción de la planta de laminado planos, con una inversión de 1.250 Millones de Bolívares (Plan IV), para la producción de chapas gruesa y bobinas en caliente.

- 1972: Se aumenta la capacidad de los hornos Siemens-Martin a 1,2 millones de toneladas de acero líquido.

- 1973: Se inaugura la línea de estaño y cromado electrolítico de la Planta de Producción Planos. Obtención de la primera Marca Norven en Venezuela, para las barras (Cabillas) de Sidor.

### Construcción del Plan IV
- 1974: Se inician las operaciones en la Planta de Productos Planos. Ampliación de Sidor para elevar su capacidad a 4,8 millones de toneladas de acero (Plan IV).

- 1978: Entran en operación la Planta de Pellas, y los primeros hornos de las acerías eléctricas del Plan IV.

- 1979: Puesta en marcha de la Planta de Reducción Directa Midrex, la Acería Eléctrica, la Colada Continua de Palanquillas, y los Laminadores de Barras y Alambrón.

- 1980: Inicia operaciones la Planta de Reducción Directa HyL y la Planta de Cal.

- 1981: En completa operación la ampliación de la Planta de Productos Planos.

### Reconversión Industrial
- 1989: Se aplica un proceso de reconversión en Sidor.

### Privatización
- 1993: El 15 de septiembre fue promulgada la Ley de Privatización publicada en Gaceta Oficial el 22 de septiembre.

- 1995: Entra en vigencia la Ley de Privatización en Venezuela.

- 1997: El Gobierno venezolano privatiza Sidor a través de licitación pública que es ganada por el Consorcio Amazonia, integrado por empresas latinoamericanas lideradas por Techint de Argentina. De estas acciones, 60 % era de propiedad privada, 20 % pertenecía a los trabajadores y 20 % al Estado venezolano.[3]

### Reestructuración Financiera
- 2000: Luego de un año de negociaciones, Sidor firma el acuerdo de reestructuración financiera de su deuda con los bancos acreedores y el Estado venezolano.

- 2001: Se inauguran tres nuevos hornos en la Acería de Planchones y se concluye el proyecto de automatización del Laminador en Caliente con una inversión de más de 123 millones de dólares.

- 2002: Récord de producción en plantas de Reducción Directa, Acería de Planchones, Tren de Alambrón y distintas instalaciones de Productos Planos, entre ellas, el Laminador en Caliente, que superó la capacidad de diseño después de 27 años. Asimismo, la Siderúrgica estableció nuevas marcas en producción facturable total de Alambrón y Laminados en Caliente.

- 2002: Récord histórico de exportaciones: 2,3 millones de toneladas; y récord mensual de exportaciones: más de 200.000 toneladas.

- 2003: Se cumplen cinco años de gestión privada de Sidor. Se firma el segundo acuerdo de reestructuración financiera, con lo que la deuda de Sidor se reduce de US$ 1.563 millones a US$ 791 millones. Este acuerdo incluye un aporte de capital privado de US$ 133.5 millones e inversiones por más de US$ 300 millones en los próximos cinco años, así como un aumento en la participación accionaria estatal de 30% a 40,3%.

- 2007: Se cumplen nueve años de gestión privada de Sidor. Récord histórico de Producción de Acero Líquido: 4,3 millones de toneladas.[4]

### Estatización

La producción de acero de Sidor de 2007 a 2016. Los datos provienen de las Memorias 2011 y 2015 del Ministerio del Poder Popular para Industrias de Venezuela. Los datos para 2016 del Correo del Caroní (22. Jan. 2017).

- 2008: El 9 de abril el presidente Hugo Chávez decidió estatizar Sidor debido al largo conflicto sindical que paralizaba la empresa, desde hacía 15 meses.[5]

El gobierno Nacional nombra a Rodolfo Sanz, Ministro de Empresas Básicas, como Presidente del Consejo Directivo y a Miguel Antonio Álvarez Cádiz como presidente Ejecutivo de la Empresa.
- 2009: Tras la estatización de la compañía, se logró reactivarla, pero al 36% de su capacidad (unas 137 mil toneladas de acero),[6] dejándose de abastecer al mercado en insumos básicos como varillas de hierro para la construcción de viviendas.[7] Se estima que el resultado del ejercicio arrojará pérdidas por el orden de unos 410 millones de dólares.[6]
- 2009: El 22 de diciembre China firma un convenio con Venezuela por 1000 millones de dólares a cambio Venezuela quedaba en la obligación de enviar 42,96 millones de toneladas de mineral de hierro a la empresa siderúrgica china Wuhan Iron and Steel Corporation (Wisco) en un plazo de ocho años, la operación fue a través del Banco de Desarrollo de China quien transfirió al Banco de Desarrollo Económico y Social de Venezuela (Bandes), China se comprometía a mejorar la capacidad de producción y desarrollo de mineral de hierro de la CVG con la contratación de técnicos chinos para dichos trabajos, este convenio repercutiría en la baja de producción de acero en el país por el volumen de extracción comprometido.[8][9]

- 2010: Este año la producción de acero líquido se redujo 41,4%, produciendo 1,8 millones de toneladas, siendo este el nivel más bajo desde 1978.[10] Una de las principales causas de esta caída fue la crisis energética que Venezuela experimentó ese año.

- 2011: Este año la producción de acero líquido aumentó un 36% en comparación con el año previo, alcanzando 2.46 millones de toneladas, pero estando aun por debajo de los 4,3 millones de toneladas que se produjeron en el 2007 bajo la administración privada.

- 2012: La producción de acero disminuyó, alcanzando 1,72 millones de toneladas, 63,7% de su meta de producción anual modificada de 2,7 millones de toneladas. Esto representa una producción del 34% de la capacidad de la factoría, y continuando por debajo de los 4,3 millones de toneladas que se produjeron bajo la administración privada en el 2007.

- 2013: La producción de acero disminuyó, alcanzando 1,5 millones de toneladas, que representan un 31% de su capacidad de producción.[11]

- 2014: En noviembre de 2014 se esperaba que la producción de acero podría disminuir un 13,3% respecto del año anterior, alcanzando 1,3 millones de toneladas producidas, que representarían un 28% de su capacidad de producción. José Luis Hernández, presidente del Sindicato Único de Trabajadores de la Industria Siderúrgica y sus Similares (Sutiss) denunció que la situación se debe a desvíos de fondos, falta de auditorias y seguimiento y falta de repuestos y materias primas.[11] De hecho solo se alcanzaran 1.04 millones de toneladas.[12] Esta caída representa el sexto descenso en los niveles de producción desde 2007.

- 2015: La producción de acero aumentó levemente, alcanzando 1,07 millones de toneladas, que representan un 23% de su capacidad de producción.[12]

- 2016: La producción de acero disminuyó 71% respecto del año anterior, alcanzando 0,31 millones de toneladas, que representan menos que 7% de su capacidad de producción. Por causa de la crisis energética la producción estuvo totalmente paralizada por varios meses, pero hasta la producción mensual máxima estuvo debajo de la producción promedia del año anterior.[12]

- 2018: Desde mediados de año Sidor paralizó su producción, a pesar de ello contrató nuevos gerentes[13]

- 2019: 
  - La planta de Pellas es la única planta activa en Sidor y su producción actual es 6,3% de su capacidad de producción.[14]
  - El economista Urbi Garay expresó acerca de Sidor que fue “Una importante fuente de divisas, de empleo en el estado Bolívar, y de insumos para la industria nacional se esfumó”, hoy la producción de acero está en cero[4]

- 2020: Después de varios meses paralizada la producción en julio se logra el arranque de las plantas de producción, teniendo el suministro de Oxígeno, Nitrógeno, Argón y Agua Industrial, necesario a fin de garantizar la producción de acero líquido de unas 1.350 toneladas diarias de palanquillas.[15] Se proyecta producir para los días de diciembre unas 14,000 toneladas de acero líquido a la producción de alambron para ser utilizado principalmente por el sector de mallas para el cercado, cerchas, clavos, ganchos de ropa.[16][17] El 2020 fue uno de los años más improductivos en la historia de la empresa. La producción total de acero en 2020 fue el equivalente a un día y medio de 2007, cuando alcanzó la cúspide con un récord productivo en manos de la ítalo-argentina Techint.[18]

- 2021 : A inicios de febrero los trabajadores detuvieron completamente la producción en la acería de Palanquillas como protesta por la falta de pago, de equipos de seguridad y la escasez de personal para realizar labores. El área de Pellas ha continuado trabajando.[18]

- 2022 : En octubre SIDOR tiene paralizada la planta de palanquillas dos semanas por parte de sus trabajadores, por atentar contra la seguridad personal de sus obreros, la razón es que el único horno que funciona de cuatro que tiene, esta usando ladrillo refractarios de mala calidad, que la empresa ha comprado para la protección del horno y que estallan produciendo accidentes.[19] La producción anual quedó en 280,000 TM esto apenas representa el 5,6% de su capacidad instalada.[20]

- 2025: El economista José Luis Alcocer explicó que desde 2019 han transcurrido cinco años y más de treinta mil trabajadores de las empresas básicas se encuentran en sus casas porque las empresas casi no funcionan, empresas como  Alcasa, que era la principal productora de aluminio, no está produciendo nada, Venalum apenas se encuentra produciendo el 15 por ciento de su capacidad. Sidor el mes de marzo, que acaba de concluir, no produjo nada y hasta comienzos de año venía funcionando al 5 por ciento de su capacidad instalada  y precariamente está produciendo intermitente la acería de palanquilla, utilizada para elaborar alambrones y cabillas.[21]

## Producción anual
La planta SIDOR se inició en 1955 con una capacidad de producción de 560 mil Tm al año, para 1960 se incrementa la capacidad de producción a 960 mil Tm al año y para el año 1974 la ampliación de su capacidad de producción llega a 4.8 millones Tm al año impulsados por el auge económico en Venezuela y la necesidad del consumo interno para las grande obras del país. La producción nacional durante el año 2022 fue de 280 mil Tm.
| Año                   | 1962 | 1974 | 2004 | 2005 | 2006 | 2007 | 2008 | 2009 | 2010 | 2011 | 2012 | 2013 | 2014 | 2015 | 2016 | 2017  | 2018 | 2019 | 2022 |
| --------------------- | ---- | ---- | ---- | ---- | ---- | ---- | ---- | ---- | ---- | ---- | ---- | ---- | ---- | ---- | ---- | ----- | ---- | ---- | ---- |
| Millones de Toneladas | 0.76 | 4.8  | 3.9  | 4.2  | 4.1  | 4.3  | 3.6  | 3.1  | 1.8  | 2.5  | 1.8  | 1.5  | 1.04 | 1.06 | 0.31 | 0.305 | 0.05 | 0.00 | 0.28 |

     Bajo control privado
     Bajo control estatal
- a partir del 2008 inicia la estatización de SIDOR

## Estructura

### Ubicación geográfica
La siderúrgica está ubicada en Matanzas ciudad Guayana zona escogida para la industria del acero sobre un terreno de 30 Ha, muy próximo al río Caroní para la disposición de agua suficiente para este tipo de industria.

### Espacio físico
La planta tiene una área construida de 25.000 mts², se usaron 12 mil pilares de 15 mts de profundidad para estabilizar la base por estar sobre un terreno muy blando en el lecho del río y sobre el cual se asentaron las bases, su estructura metálica es de 47 mts. de altura y una línea de producción de 270 mts. de largo por 70 mts. de ancho, dispone de cinco grupos de silos de concreto armado para depositar el material que alimentará los hornos con una capacidad de 2000 m³ de material, tiene una sala principal de controles, se construyó un tanque para agua de 50 metros de altura para tener una capacidad de 3500 m³ de líquido, cuenta con un edificio de 9 pisos para las diferentes oficinas administrativas diseño y mantenimiento.
Cuenta con una red de desagües subterráneos tanto para las fuertes lluvias en la zona como para las aguas residuales del proceso de fabricación.
Tiene un muelle sobre el río Orinoco de 300mt de largo y un ancho de 25mt montado sobre 26 pilares de 4.5mts de diámetro, para soportar el peso del material que se alinea a lo largo del río con cinco grúas y con una capacidad de recibir hasta 2 barcos de 10000Tm de capacidad por el lado exterior y gabarras por el lado lateral. Cuenta con 3 000mts de una faja transportadora que va del muelle directamente a la planta, con capacidad de traslado de unas 1 100tm por hora. También hay una red de 60 km de vías ferroviaria para transportar materia prima y productos terminados entre la planta, el muelle y la mina. 
Cuenta con un espacio físico para la sección de laminado donde los lingotes de la acería se calientan en 8 pares de hornos a pozo para la primera fase de laminación, tiene también una planta de producción de tubos sin costura, producto muy solicitado para la industria petrolera y una sección de trefilado para cabillas y alambre con dos líneas para estañar con zinc el alambre y máquinas para la fabricación de alambres de púas.
Dispone de dos subestaciones eléctrica, la primera con una potencia de 275 000 Kilo voltamperios y la segunda con una potencia de 125 000 kilo voltamperios y una central termoeléctrica para asegurar la continuidad de la energía de 8 000 kilo voltamperios

### Tipo de línea de producción
la línea de producción se tomó en forma de U para el montaje de cuatro hornos eléctricos de reducción con una capacidad de 220 toneladas de fundición inicialmente, que necesitaran 22000 kilovatios para su funcionamiento. 

## Capacidad máxima de producción
La capacidad de la Siderúrgica del Orinoco, la planta fue ampliada en 1974 para elevar su capacidad a 4,8 millones de toneladas de acero líquido anuales.

## Proyecto de la Siderúrgica NacionalJosé Ignacio Abreu De Lima
El anteproyecto fue presentado y aprobado en el año 2006 para ser ejecutado por la empresa constructora brasileña  Andrade Gutiérrez CA contratada en el 2008, por un valor de 3,800 millones de dólares para la producción de unas 1,550 Tm de aceros especiales al año, en  productos terminados: laminados, planchones, bobinas y chapas gruesas para la construcción y reparación de barcos, para la construcción de tanques de almacenamiento de productos petroleros, tuberías para la industria petrolera y otros, a ser culminada en el 2012. Estará ubicada en las afueras de la ciudad Piar, estado Bolívar, al lado de la planta de concentración de hierro de Ferrominera en un terreno de unas 64 hectáreas donde se han realizado trabajos de movimientos de tierras y el proceso de bases y fundaciones para la infraestructura.
Inicialmente se otorgaron 1,7 millones, a través de un convenio bilateral con el Banco Nacional de Desarrollo de Brasil, sería complementario a la siderúrgica SIDOR “Alfredo Maneiro” (cuya capacidad de producción es de 4.000 tm al año de acero líquido). En noviembre de 2012 el Sr. Pedro Olivieri, Presidente de la Siderúrgica, compadeció ante la Asamblea Nacional y señaló que el avance de la obra era del 60%, siendo ministro Ricardo Menéndez, existiendo diferentes opiniones al respecto del avance de la obra. Para el año 2014 estaba avanzada en un 52% pero que no fueron terminadas, para ese año fueron paralizadas por falta de flujo de caja. La adquisición de equipos en  Alemania y Brasil llegaron en el 2014 y se cuenta con laminadoras, la Grúa-puente, transformadores eléctricos y otros que ya se encuentran en el sitio de la obra en almacenes. Para ese año 2014 también se estaba avanzando en la construcción de una planta de agua con capacidad de suministrar 1,200 metros cúbicos por hora así como 19 km de tubería para agua (la industria del acero consume mucha agua) y 107 km de tuberías para el gas, así como tendido eléctrico. En el 2018 el exgobernador  del estado Bolívar, Jorge Carvajal Morales manifestó su molestia por equipos que se encontraban en almacenes en el exterior y que no habían sido repatriados por falto de pago de las facturas y que se estarían deteriorando
Según transparencia Internacional este proyecto cayo dentro del grupo Operación Lava Jato que develó un enorme esquema de corrupción en Venezuela desde Brasil, tres son la obras asignadas a la empresa brasileña "Andrade Gutiérrez" todas inconclusas
- - Astillero naval en el estado Sucre   (18.81% avance de la obra)
  - Siderúrgica José Ignacio Abreu De Lima en el Estado Bolívar (41,35% avance de la obra)
  - Central termoeléctrica fase II Antonio José de Sucre (30,0% avance de la obra)

### Resurgimiento del proyecto
Después de ocho años estancado el avance de la Siderúrgica Nacional José Ignacio Abreu De Lima el proyecto se suspendió a fines de 2014 por problemas de corrupción, de una crisis económica y de una crisis energética. El 2 de octubre de 2024 el saliente presidente Nicolás Maduro, durante un mensaje en la planta laminadora y de cabillas de La Yaguara en Caracas, invitó a empresarios reiniciar y concluir el proyecto para empezar a producir 1,500 millones de Tm anuales de acero líquido que se encuentra en un 60% de su construcción.